# Mönchberg
Mönchberg – gmina targowa w Niemczech, w kraju związkowym Bawaria, w rejencji Dolna Frankonia, w regionie Bayerischer Untermain, w powiecie Miltenberg, siedziba wspólnoty administracyjnej Mönchberg. Leży w pasmie górskim Spessart, około 10 km na północ od Miltenberga.